# Perifer venkateter

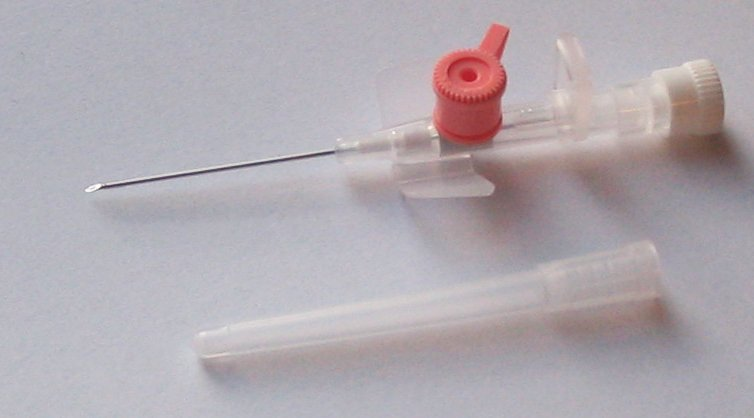
Venflon, storlek 20 G.

Perifer venkateter (PVK, venös infart) är en plastkateter som läggs i en perifer ven i syfte att tillföra infusioner eller läkemedel. Vanliga punktionsställen är vener på handlovens ovansida och vena cephalica eller vena basilica som löper längs underarmen.
Kateterns ytterdiameter anges i Gauge (G). Ju högre Gaugetal som anges, desto mindre ytterdiameter. 0,6 mm motsvarar 24 G och 2,0 mm motsvarar 14 G. Normalt är injektionsporten färgad i olika kulörer enligt internationell standard vilken gör att sjukhuspersonalen direkt kan avläsa kateterns ytterdiameter utan att undersöka förpackningens etikett.
Den vanliga typen av perifer venkateter är för engångsbruk och levereras steril och färdigmonterad till en enhet bestående av en tunn ihålig stålkanyl, liknande kanyler för sprutor, som i sin tur är införd i ett tunt, mjukt och böjligt plaströr (själva katetern) på så vis att endast någon millimeter av stålkanylens spets sticker fram ut kateterrörets mynning. Vid andra änden finns en ventil, två plastvingar för fastsättning av katetern, en injektionsport, en grepplatta, en bloduppsamlingspropp och en luer-koppling. Vid användandet sticks stålkanylen genom huden och in i en ven och när spetsen befinner sig i venen, vilket indikeras av att blod kommer upp genom stålkanylen till bloduppsamlingsproppen, dras stålkanylen ut och kasseras medan plaströret (katetern) sitter kvar i venen.
Venflon är varunamnet på en i Sverige mycket vanlig produkt av denna typ som tillverkades av Becton-Dickinson i Helsingborg fram till 2011. 1967 hittade Inger Olefeldt på namnet "Venflon", med utgångspunkt från orden "ven", "ventil" och "teflon". Rättigheterna till varumärket "Venflon" såldes samma år till dåvarande Viggo, som producerade kanylen.
Det finns numera nålskyddade venkatetrar som förhindrar att sjukhuspersonal av misstag sticker sig på stålkanylen då denna dras ut från katetern.
Användningen av perifera venkatetrar är i Sverige mycket utbredd, både inom sjukhus- och ambulansvård. Sättning av PVK görs normalt av sjuksköterska.